# Corona (California)
Corona es una ciudad del condado de Riverside en el estado estadounidense de California. En el año 2000 tenía una población de 124 966 habitantes y una densidad poblacional de 1372.7 personas por km². La ciudad de Norco colinda al nordeste con Chino Hills y Yorba Linda al oeste, y el Bosque Nacional Cleveland al sureste.
La ciudad de Corona no incluye a la comunidad de Eastvale debido a que se encuentra al norte de la ciudad. Eastvale es una comunidad no incorporada asociada con el condado de Riverside, aunque la Oficina Postal de Corona da servicio a los residentes de Eastvale con la dirección de Corona.

## Geografía
Según la Oficina del Censo, la ciudad tiene un área total de 91,1 km² (35,2 mi²), de la cual 91 km² (35,1 mi²) es tierra y 0,1 km² (0 mi²) (0,06%) es agua.

## Demografía
Según el censo del año 2000, había 124.996 personas, 37.839 hogares, y 30.384 familias residiendo en la ciudad. La densidad poblacional era de 3555.5 personas por milla cuadrada (1.372.7/km²). Había 39 271 casas unifamiliares en una densidad de 1117.3/sq mi (431.4/km²). La demografía de la ciudad era de 65 % caucásica, 6.43 % afrodescendiente, 0.87 % amerindia, 7.54 % asiática, 0.31 % isleños del pacífico, 17.52 % de otras razas y 5.30 % de dos o más razas. El 35.5 % de la población era hispana o latina.
Según la Oficina del Censo en 2000 los ingresos medios por hogar en la localidad eran de $98 615, y los ingresos medios por familia eran $83 505. Los hombres tenían unos ingresos medios de $44 752 frente a los $31 884 para las mujeres. La renta per cápita para la localidad era de $21 001. Alrededor del 8.3 % de la población estaban por debajo del umbral de pobreza.

## Gobierno
El Instituto para Mujeres de California (CIW), una prisión para mujeres del Departamento de Correcciones y Rehabilitación de California (CDCR) tiene una dirección postal que dice «Corona, California», pero el CIW se encuentra en la ciudad de Chino.

## Educación
El Distrito Escolar Unificado de Corona y Norco (CNUSD) gestiona las escuelas públicas de la ciudad.